# Espiral de canyella
L'espiral de canyella és un tipus de pa dolç que adopta la forma d'un rotlle o una espiral i que és originari del Nord d'Europa (sobretot d'Escandinàvia, però també d'Àustria i Alemanya) i àdhuc de l'Amèrica del Nord.
Consisteix en una pasta de full enrotllada amb llevat, sobre la que s'empolvora una barreja feta de canyella i sucre sobre una fina capa de mantega. Aleshores la massa s'enrotlla, es talla en porcions individuals i o bé s'enforna o bé es fregeix. Els seus ingredients principals són la farina, la canyella, el sucre i la mantega, que li confereixen un sabor dolç i una textura esponjosa i suau.